# Gabriel Lagus
Wilhelm Gabriel Lagus den yngre, född 7 april 1837 i Helsingfors, död 18 juni 1896 på Hyvinge, var en finländsk skolman och skriftställare, son till Wilhelm Gabriel Lagus och Hedvig Maria af Tengström. Han var bror till Wilhelm Lagus, Knut Ferdinand Lagus och Robert Erik Lagus. Han var gift två gånger, först med Ida Maria Tamelander (1867-1890) och sedan med Eva Wilhelmina Stråhlman (1892-).
Lagus blev student 1853, filosofie kandidat 1858 och filosofie magister och doktor 1860, efter det han publicerat en avhandling om Gustav III och hans tidevarv, uppfattade av poesin. Han utnämndes till kollega i historia vid Borgå högre elementarskola 1859 och till lektor i grekiska och hebreiska vid Viborgs gymnasium (senare lyceum) 1874 och tog avsked 1891.
Lagus litterära verksamhet började med publikationen av i romantisk ton hållna lyriska och episka sånger. Smärre dikter utkom 1856. Den episk-romantiska berättelsen Riddar Unos söner, som erhöll Svenska akademins andra pris, utkom 1864. Baco och Romanser (1865) avslutar denna period av Lagus diktarskap.
Sedermera ägnade han sig åt dramatisk diktning. De historiska skådespelen Klubbhöfdingen och Drottning Filippa kom ut 1869 och 1875. Hans senare, i realistisk stil hållna skådespel: En julafton i Tobolsk, I natten och Den nye adjunkten har visserligen blivit uppförda på scenen, men inte publicerade.
Även som prosaisk författare utvecklade Lagus betydande verksamhet. Hans föreläsningar över Den finsk-svenska litteraturens utveckling (två häften) meddelar nya upplysningar om Finlands svenska litteratur från grundläggningen av Kungliga Akademien i Åbo till Runebergs framträdande.
Till samma område hör Bidrag till kännedom af Finlands tillfällighetspoesi under Frihetstiden (1867, i Finska vet. soc:s "Bidrag"). I den svenska pressens i Finland arbete tog Lagus verksam del, huvudsakligen som redaktör för den av honom uppsatta tidningen Östra Finland (sedan 1875). Under sina sista år var han sysselsatt med forskning om Viborg och började ge ut Ur Viborgs historia (2 häften, 1893-95).

## Verk
- Smärre dikter (1856)
- Terzerola (1857)
- Nygrekernes strider för sin frihet, jemte en föregående öfverblick af Greklands utveckling under nya tiden (1859)
- Gustaf III och hans tidehvarf uppfattade af poesin (1860)
- Om Porthanska testamentet (1861)
- Riddar Unos söner (1864)
- Baco (1865)
- Romanser (1865)
- Den finsk-svenska litteraturens utveckling från universitetets invigning till utgången af det gustavianska tidehvarfvet (1866)
- Den finsk-svenska litteraturens utveckling från utgången af det gustavianska tidehvarfvet till Runebergs första uppträdande (1867)
- Klubbhöfdingen (1869)
- En julafton i Tobolsk (1870)
- Drottning Filippa (1875)
- I natten (1876)
- Helsning, tillegnad de med högvederbörligt tillstånd den 31 Maj 1877 promoverade hundratio Filosofie Magistrar (1877)
- Den nye adjunkten (1881)
- Helsning tillegnad de den 31 maj 1886 vid Kejs. Alexanders-universitetet i Finland promoverade 159 filosofie magistrar (1886)
- Några förhållanden i Wiborg under stora ofredens första skede (1887)
- Svenska klassiska lyceum i Wiborg.  (1888)
- Svenska klassiska lyceum i Wiborg.  (1891)
- Till Sylviasången (1893)
- Ur Wiborgs historia (1893–1895)
- Skisser från det gamla Wiborg (1895)[2]